# 西德·沃特金斯
埃里克·西德尼·「西德」·沃特金斯（英語：Eric Sidney "Sid" Watkins；1928年9月6日—2012年9月12日）OBE，皇家外科醫師學會會員（FRCS），在一级方程式的围场里被称为“西德博士”或“博士”。他是一位世界范围内知名的英国神經外科医生。
西德·沃特金斯曾作为国际汽联一级方程式赛事安全与医疗代表、一级方程式赛道救援组组长以及赛事事故先遣急救医生，并为此服务了26年的时间。他帮助过许多车手脱离生命危险，包括：杰哈德·伯格、马丁·唐纳利、埃里克·科马斯、米卡·哈基宁、鲁本斯·巴里切罗和卡尔·温德林格。此外西德还与F1著名车手艾尔顿·塞纳有着很好的关系，直到塞纳在1994年的圣马力诺大奖赛上因事故去世。
西德·沃特金斯与其妻子苏珊育有6个孩子，4个儿子和2个女儿。
2012年9月12日，西德·沃特金斯因心脏梗死逝世，享年84岁。

## 早年生活
西德·沃特金斯生于英国的利物浦，他的父母是华莱士·沃特金斯和杰西卡·沃特金斯，他还有2个兄弟和1个妹妹。华莱士·沃特金斯原本是格洛斯特郡的一名矿工，不过在20世纪30年代的英国大萧条时期他迁往了利物浦并开始做些小生意；从修理自行车一直到修理汽车。西德在25岁之前一直在他父亲的修理厂打工。